# USS Nautilus (SSN-571)
USS Nautilus (SSN-571), er en amerikansk atomdrevet ubåd, der blev bygget i 1954. Ubåden, der var verdens første atomdrevne fartøj, havde en aktionsradius på 40.000 sømil med en maksimalfart på 30 knob, og kunne krydse Atlanterhavet og sejle tilbage igen i konstant neddykket tilstand. I 1958 blev USS Nautilus den første ubåd, som sejlede under Nordpolen. Ubåden var bemandet med 13 officerer og 92 mand, og var udstyret med seks torpedorør.
USS Nautilus blev taget ud af drift i 1980.
Den 20. maj 1982 blev USS Nautilus ophøjet til National Historic Landmark for sine historiske indsatser og betydning, og i 1983 blev det udnævnt til official state ship i Connecticut. Efter en gennemgribende ombygning i 1985 ved Mare Island Naval Shipyard i Solano County i Californien, blev USS Nautilus slæbt til Groton i Connecticut. Siden 1986 har USS Nautilus fungeret som museumsskib ved Submarine Force Library and Museum ved Groton, og besøges årligt af ca. 250.000 gæster. I 2002 gennemgik USS Nautilus en fem måneder lang konservering.

## Ubådens historie
Det var udviklingen af et atomdrevet fremdriftsanlæg, der gjorde det muligt at bygge USS Nautilus. Under ledelse af admiral Hyman George Rickover, med tilnavnet Father of the Nuclear Navy, havde et hold videnskabsmænd og ingeniører, der bl.a. også indbefattede fysikeren Philip Abelson, som havde deltaget i Manhattanprojektet under 2. verdenskrig, skabt grundlaget og forudsætningerne for at benytte en kernereaktor, der kunne drive et fartøj.
I juli 1951 gav den amerikanske Kongres derfor grønt lys til at bygge verdens første atomdrevne ubåd, og den 12. december samme år kunne det amerikanske marineministerium, United States Department of the Navy, meddele, at ubåden skulle have navnet USS Nautilus som det sjette fartøj gennem tiderne med det navn i den amerikanske flåde.
Fartøjet skulle desuden bære betegnelsen SSN-571. SSN er en amerikansk flådekode, der betegner en fast attack submarine. SS betyder undervandsbåd (submarine), og N betyder atomdrevet (nuclear power).
Ubåden skulle bygges ved Electric Boat Shipyard, der ligger ved floden Thames River i Groton i Connecticut, og den 14. juni 1952 kunne den amerikanske præsident Harry S. Truman symbolsk lægge kølen. 18 måneder senere, den 21. januar 1954, kunne USA’s nye præsidentfrue Mamie Eisenhower døbe USS Nautilus, da skibet ved en ceremoni blev søsat i Thames River. Den 30. september samme år blev USS Nautilus officielt overdraget til kommandørkaptajn Eugene P. Wilkinson som det første atomdrevne fartøj i USA’s flåde.

### I tjeneste
Efter søsættelsen i 1954 lå USS Nautilus fortsat ved kaj de næste 11 måneder, mens det blev udrustet og testet. Den 17. januar 1955, klokken 11.00 lokal tid, stak USS Nautilus for første gang til søs, og kommandørkaptajn Eugene P. Wilkinson kunne sende den historiske besked: "Underway on nuclear power". I 1961 skrev Eugene P. Wilkinson endnu engang historie, da han blev udtaget som chef for USA’s første atomdrevne overfladeskib USS Long Beach.
Den 10. maj 1955 sejler USS Nautilus sydpå for at udføre en række tests. I neddykket tilstand sejlede man fra New London til San Juan i Puerto Rico, og tilbagelagde en samlet distance på 1.381 sømil på mindre end 90 timer. Dermed havde man udført den hidtil længste undervandssejlads og samtidigt sat hastighedsrekord for ubåde. De næste mange år, skulle USS Nautilus sætte den ene rekord efter den anden for sejlads med ubåde.
Mellem 1955 og 1957 fortsatte man med USS Nautilus at undersøge og forske i virkningerne ved stadig længere og dybere undervandssejladser. Et af resultaterne heraf var, at de eksisterende systemer til at lokalisere ubåde med fly og radar viste sig virkningsløse mod den nye type ubåde. Den 4. februar 1957 kunne USS Nautilus logføre, at ubåden sammenlagt havde tilbagelagt 60.000 sømil under havets overflade. Dermed havde man også tangeret den distance, det fiktive undervandsfartøj, Nautilus, fra Jules Vernes roman "En verdensomsejling under havet", havde tilbagelagt.
I maj samme år deltager USS Nautilus i flådeøvelser langs Stillehavskysten, bl.a. i øvelsen Home run, der havde til formål at gøre den amerikanske stillehavsflåde bekendt med den atomdrevne ubåds muligheder og kapacitet. Den 19. august 1957 sejler USS Nautilus ud fra New London for at teste ubåden under polaris, og tilbagelægger i alt 1.383 sømil under isen. Efterfølgende deltager USS Nautilus i en NATO-øvelse i den østlige del af det Atlantiske Ocean, og besøger i den forbindelse flere havne i England og Frankrig, hvor ubåden inspiceres af repræsentanter for de to landes forsvar.
USS Nautilus returnerer til New London den 28. oktober, hvorfra ubåden deltager i kystoperationer indtil foråret 1958.

### Rejsen under Nordpolen
I 1957 havde William Robert Anderson efterfulgt Eugene P. Wilkinson som øverstbefalende på USS Nautilus. William Robert Anderson var veteran fra 2. verdenskrig, hvor han med ubåde havde deltaget i 11 søslag. For dette havde han modtaget den amerikanske Bronze Star samt flere andre militære udmærkelser.
Under William Robert Anderson kommando afsejler USS Nautilus den 25. april 1958 med kurs mod den amerikanske vestkyst. Turen går til San Diego, San Francisco og Seattle, hvorfra ubåden den 9. juni indleder Operation Sunshine, der skulle bringe USS Nautilus under Nordpolen. Den 19. juni har man passeret Beringstrædet og befinder sig i Tjuktjerhavet. Her støder man på så meget, og så dyb, drivis i det grunde vand, at man tvinges at afbryde forsøget. USS Nautilus sætter kurs mod Pearl Harbor, hvor man ankommer den 28. juni for at afvente bedre forhold.
Den 23. juli sætter USS Nautilus igen kursen mod nord, og ved Barrow Sea Valley dykker man under isen den 1. august. To dage senere, den 3. august 1958 klokken 23.15 (EDT), bliver USS Nautilus det første fartøj, der når den geografiske nordpol. Kommandørkaptajn William Robert Anderson meddeler til sin 116 mand store besætning: "For the world, our country, and the Navy – the North Pole".
USS Nautilus fortsætter sin rejse, og efter 96 timer under isen, hvor man har tilbagelagt 1.830 sømil stiger ubåden op til overfladen igen nordøst for Grønland. Herfra fortsætter man til Isle of Portland i England, hvor USS Nautilus blev tildelt æresbevisningen Presidential Unit Citation af den amerikanske ambassadør i England, J. H. Whitney. Det var første gang, Presidential Unit Citation var blevet givet i fredstid.
Fra Isle of Portland går turen igen tilbage til New London ved Thames River, hvortil USS Nautilus ankommer den 29. oktober. Resten af 1958 udførte ubåden operationer med udgangspunkt fra havnen i New London.

### Efter Nordpolen
I det første halvår af 1959 deltager USS Nautilus i flere flådeøvelser, hvorefter ubåden sejler til Portsmouth Naval Shipyard i Kittery i Maine, hvor den fra den 28. maj 1959 til den 15. august 1960 gennemgår en omfattende overhaling. Efter nye prøvesejladser afsejler USS Nautilus den 24. oktober 1960 fra New London for at tilslutte sig den amerikanske 6. flåde i Middelhavet. Den 16. december er ubåden atter hjemme i New London igen. Dermed blev USS Nautilus også den første atomdrevne ubåd, som gjorde tjeneste i den 6. flåde.
De næste seks år deltager USS Nautilus i flere operationer, øvelser og testsejladser. Således er ubåden en del af den styrke, der deltager i blokaden af Cuba i 1962. I 1964 gennemgår ubåden endnu en overhaling ved Portsmouth Naval Shipyard, og i 1966 sætter USS Nautilus endnu en rekord for ubåde, da man kan logføre tilbagelagte 300.000 sømil. De næste 12 år fortsætter USS Nautilus med testprogrammer, samtidigt som ubåden deltager i operationer sammen med de nyere atomdrevne ubåde, der var kommet til.

### En æra afsluttes
I foråret 1979 foretager USS Nautilus sin sidste sejlads. Fra Groton i Connecticut sejler ubåden til Mare Island Naval Shipyard i Vallejo i Californien, hvortil den ankommer den 26. maj. Efter at have tilbagelagt mere end en halv million sømil, tages USS Nautilus officielt ud af tjeneste den 3. marts 1980.
Den 11. april 1986, på 86-årsdagen for oprettelsen af det amerikanske Submarine Force, blev USS Nautilus en del af samlingerne ved Submarine Force Library and Museum. Da USS Nautilus i 2004 kunne fejre sin 50-års fødselsdag, var det bl.a. med en tale fra Eugene P. Wilkinson – fartøjets første chef.